# Michael Hermann
Michael Hermann, né en 1971 à Huttwil, est un géographe et politologue suisse, développeur de l'infographie Smartvote et créateur de l'institut de sondage et de recherche Sotomo.

## Biographie
Michael Hermann naît en 1971 à Huttwil, dans l'arrondissement bernois de Haute-Argovie. Son père y tient une droguerie, comme son grand-père et son arrière-grand père avant lui ; sa mère tient le foyer. Il a un frère, qui met fin à ses jours à l'âge de 21 ans, et une sœur.
Sa maturité en poche (obtenue à Langenthal malgré une dyslexie), il étudie la géographie à l'Université de Zurich (après deux semestres en biologie, puis en philosophie et histoire), jusqu'à décrocher un doctorat en 2006.
Il enseigne à temps partiel la politologie à l'Institut de géographie de l'Université de Zurich à côté des activités de son institut de sondage. Il tient depuis 2009 une chronique dans le Tages-Anzeiger, où il révèle son propre profil politique de centre-gauche,.
Il vit avec sa compagne à Zurich, dans le Kreis 10.

### Institut de recherche Sotomo
Au terme de ses études, il lance avec Heiri Leuthold le projet Sotomo, mot-valise allemand pour « topologie sociale et modernisation », financé par le Fonds national suisse de la recherche scientifique. Ce projet débouche en 2003 sur les infographies politiques sous forme de toile d'araignée qui sont utilisées notamment par Smartvote pour visualiser le profil politique d'une personne ou d'un parti,,.
Il crée ensuite en 2007 à Zurich, toujours avec Heiri Leuthold, l'institut de recherche Sotomo, qui réalise notamment des analyses démographiques et des sondages. L'entreprise est mandatée depuis 2017 par la SSR pour mener les baromètres électoraux et les sondages précédant les votations,,. Elle compte dix employés en 2022.
Il publie régulièrement avec son institut un classement sur l'échelle gauche-droite des parlementaires, notamment dans la Neue Zürcher Zeitung et Le Temps,,.

## Ouvrages
- (de) Michael Hermann et Heiri Leuthold, Atlas der politischen Landschaften : Ein weltanschauliches Porträt der Schweiz, vdf Hochschulvlg, 2003, 136 p. (ISBN 978-3-7281-2901-7).
- (de) Was die Schweiz zusammenhält: Vier Essays zu Politik und Gesellschaft eines eigentümlichen Landes, Berne, Zytglogge, 16 août 2016, 211 p. (ISBN 978-3-7296-0918-1) [présentation en ligne]